# Afracantha
Afracantha is een monotypisch geslacht van spinnen uit de  familie van de wielwebspinnen (Araneidae).

## Soort
- Afracantha camerunensis (Tord Tamerlan Teodor Thorell, 1899)